# Sèrie 101 de Renfe
La Sèrie 101 de Renfe és una sèrie de trens de la Renfe formada per 6 automotors elèctrics d'alta velocitat. Entre 2009 i 2011 es van integrar en la Sèrie 100.
Els trens de la sèrie 101 van començar com a subsèrie de la sèrie 100 degut a molts canvis en la planificació de l'alta velocitat entre 1987 i 1989. A principis van adjudicar-se un total de 24 trens d'alta velocitat amb ample de via internacional a Alstom per a la línia Madrid-Sevilla. Més endavant va canviar-se el contracte a 16 unitats, però després de diversos ajornaments i una indemnització es van construir els 8 trens restants dels quals 2 van ser de la sèrie 100 i els 6 restants de la mateixa sèrie però d'ample ibèric. Aquesta sèrie, denominada Euromed pel servei que ofereix, és similar a la sèrie 100, essent també bitensió, té els mateixos motors i 2 tractores motrius amb 8 remolcs intermedis. En aquest cas però, la sèrie 101 disposa de bogies de 1668 mm, únicament s'utilitza a 3 kV (cc) i la seva velocitat està limitada a 220 km/h. Les 6 unitats van ser lliurades entre 1994 i 1996.
L'any 2002 la unitat número 1 va col·lidir a Torredembarra amb un tren regional; aquesta unitat va sofrir diversos danys en una de les motrius i en remols intermedis. El 2006 aquesta unitat tornava a les vies però amb un nou aspecte en una de les motrius, recarrossada amb el carenat del TGV Duplex-POS i amb el tren pintat de colors renfe operadora. L'Euromed disposa de 4 cotxes de classe turista, 3 cotxes de classe preferent i 1 cotxe cafeteria. L'accés als cotxes es realitza per una porta d'una fulla d'accionament automàtic per costat.
A Catalunya els trens de la sèrie 101 han prestat sempre els serveis de més alta qualitat del corredor del Mediterrani, com són els serveis Euromed de Barcelona a Tarragona, Castelló, València i Alacant sense parades a estacions intermèdies. Això no obstant, actualment els trens de la sèrie 101 s'estan retirant per convertir-los a ample UIC i aprofitar-los per les línies d'alta velocitat.

## Accidents
- El 30 de març de 2002, la branca 101.001 cobrint un Euromed Alacant-Barcelona va col·lidir lateralment amb una doble composició d'unitats Sèrie 448 que feia servei Catalunya Exprés, i que es trobava efectuant parada en a l'estació de Torredembarra. El Catalunya Exprés havia depassat el piquet d'entrevia de la via de apartador, envaint el gàlib de la via principal, provocant el xoc entre tots dos trens a 155 km/h. Va haver-hi dos morts i 90 ferits entre tots dos trens.[4][5]

A causa de l'accident, aquesta unitat de la Sèrie 101 va sofrir danys en un dels caps motrius i alguns dels remolcs intermedis. Aquests danys la van mantenir apartada fins a l'any 2005, en el qual es va iniciar una reconstrucció dels vehicles danyats. En la primavera de 2006, va tornar a circular, però amb un nou aspecte en el cap motriu danyat, que va ser recarrossada amb la crestallera de les dels TGV-Duplex francesos, i va ser pintat tot el tren.
- La unitat 448.002 va ser l'afectada per la col·lisió amb l'Euromed, i en conseqüència va perdre el remolc intermedi que va resultar destrossat. Després d'una transformació en el TCR de Valladolid, circula sense aquest remolc, sent l'única unitat Sèrie 448 que circula amb només 2 cotxes.

- El 23 de juny de 2007, la branca 101.002, que tornava sense servei comercial des de La Sagra dirigint-se cap a Barcelona - Sant Andreu Comtal, va entrar a 120 km/h en una zona d'obres limitada a 30 km/h i va descarrilar, ocasionant contusions al maquinista i danys de consideració al tren. Es va aprofitar la reparació d'aquesta branca, per a la reforma a Sèrie 100.[6]